# أهرم
أهرم هي مدينة إيرانية، وهي مركز مقاطعة تنغستان التابعة لمحافظة بوشهر. يصل عدد سكانها إلى حوالي 15,883 نسمة، وهم من الفرس الذين يتكلمون الفارسية.